# Konrad Lorenz

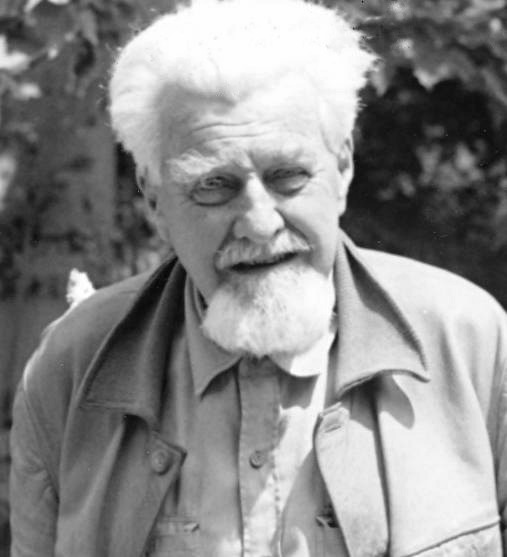
Konrad Lorenz (1978)

Konrad Zacharias Lorenz (* 7. November 1903 in Wien; † 27. Februar 1989 ebenda) war ein österreichischer Zoologe, Medizin-Nobelpreisträger und einer der Hauptvertreter der klassischen vergleichenden Verhaltensforschung (Ethologie). Er selbst nannte dieses Forschungsgebiet bis 1949 „Tierpsychologie“. Lorenz wird im deutschsprachigen Raum als deren Gründervater angesehen. Er war Mitarbeiter des Rassenpolitischen Amtes der NSDAP und Direktor des Max-Planck-Instituts für Verhaltensphysiologie.

## Bedeutung
Die Zeitschrift Der Spiegel bezeichnete Konrad Lorenz am 27. Februar 1989 als den „Einstein der Tierseele“. Ihm wurde 1973 gemeinsam mit Karl von Frisch und Nikolaas Tinbergen der Nobelpreis für Physiologie oder Medizin „für ihre Entdeckungen betreffend den Aufbau und die Auslösung von individuellen und sozialen Verhaltensmustern“ zugesprochen.
Zusammen mit Rupert Riedl und Gerhard Vollmer gilt Lorenz als Hauptvertreter der Evolutionären Erkenntnistheorie, für die sein Zeitschriftenbeitrag Kants Lehre vom Apriorischen im Lichte gegenwärtiger Biologie aus dem Jahre 1941 richtungweisend wurde. In seinem von ihm als Hauptwerk verstandenen Buch Die Rückseite des Spiegels rundete Konrad Lorenz seine Vorstellungen über das Zusammenspiel genetischer und zivilisatorischer Einflüsse auf das Erkenntnisvermögen des Menschen ab. Im hohen Alter äußerte er sich zudem als zivilisatorisch-ökologischer Gesellschaftskritiker und wurde in Österreich zu einer Leitfigur der Grünen-Bewegung.

## Leben

### Herkunft und Schulzeit

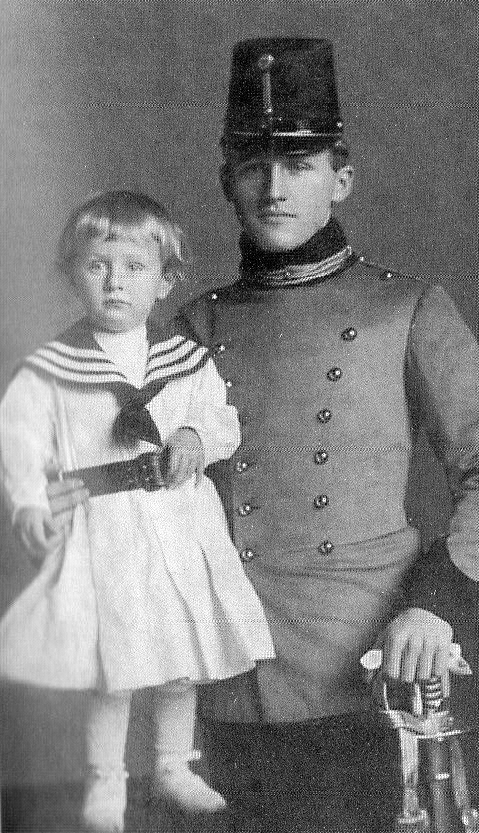
Konrad und Albert Lorenz (1904)

Konrad Lorenz war der zweite Sohn des angesehenen Orthopäden Adolf Lorenz. Adolf Lorenz war fast fünfzig Jahre alt, als sein Sohn zur Welt kam, Konrads Mutter Emma Maria (geborene Lecher) einundvierzig. Sein älterer Bruder Albert (1885–1970), der wie sein Vater ein erfolgreicher Orthopäde wurde, war zu diesem Zeitpunkt achtzehn Jahre alt. Anfang des 20. Jahrhunderts war sein Vater ein weltbekannter Mediziner, der nicht nur in Wien, sondern regelmäßig auch in New York über viele Jahrzehnte praktizierte und unter anderem im Weißen Haus durch Theodore Roosevelt empfangen wurde. Von seinem Vater wurde Konrad oft „der Amerikaner“ genannt.
Konrad Lorenz wuchs in der elterlichen Villa in Altenberg bei Wien auf. Ab 1909 besuchte er die Volksschule und ab 1915 das Wiener Schottengymnasium, wo er 1921 die Matura mit Auszeichnung ablegte. Er war ein Kindheitsfreund Karl Poppers. Schon als Schüler beschäftigte sich Lorenz auf dem Anwesen in Altenberg mit dem Beobachten von Tieren, beispielsweise von auf dem Grundstück lebenden Dohlen.

### Akademische Ausbildung
1922 begann Konrad Lorenz auf Wunsch seines Vaters ein Medizinstudium an der Premedical School der Columbia University in New York. Er kehrte jedoch schon 1923 nach Österreich zurück und setzte dort bis 1928 sein Medizinstudium an der Universität Wien fort. 1927 heiratete Lorenz die Medizinstudentin Margarethe Gebhardt (die Schwester der späteren Fotografin Barbara Pflaum), mit der er seit seinem dritten Lebensjahr befreundet war und deren späteres Einkommen als Ärztin ihm bis 1951 den finanziellen Rückhalt für seine Studien gab. Kinder von Margarethe und Konrad waren Thomas und Agnes Lorenz.
1928 folgte, gleichfalls in Wien, die Promotion zum Doktor der Medizin (Dr. med. univ.). Im selben Jahr und – nach einer Unterbrechung – von 1931 bis 1935 war er als Assistent bei Ferdinand Hochstetter am II. Anatomischen Institut der Universität Wien beschäftigt, der ein Magnet für deutsch-nationale und völkisch gesinnte Studenten war. Hochstetter ermöglichte es Lorenz, nebenher auch seinen ethologischen Forschungen nachzugehen. Von Hochstetters Nachfolger wurde ihm die ethologische Forschung dann aber verboten, weshalb Lorenz seine Assistentenstelle aufgab und seinen Interessen in Altenberg, wo er ab 1928 eine private zoologische Forschungsstation aufgebaut hatte, ohne Gehalt als Privatgelehrter nachging. Hintergrund war, dass damals in Wien „aus Gründen der Weltanschauung der herrschenden Kreise die Biologie eher unerwünscht als erwünscht“ war „und ganz besonders die Richtung, in der Lorenz so trefflich arbeitet“.
Schon 1931 war Konrad Lorenz in Berlin erstmals persönlich den Ornithologen Oskar Heinroth und Erwin Stresemann begegnet – ein entscheidendes Ereignis für seine gesamte folgende wissenschaftliche Laufbahn. 1933 war er in Wien zum zweiten Mal promoviert worden, diesmal zum Doktor der Philosophie im Fach Zoologie.
1936 wurde Lorenz habilitiert, sodass ihm ab 1937 die Lehrbefugnis für „Zoologie mit besonderer Berücksichtigung der vergleichenden Anatomie und Tierpsychologie“ an der Universität Wien erteilt werden konnte; dies war die erste akademische Lehrbefugnis ihrer Art in Österreich.

### Stipendiat der Notgemeinschaft
Aufgrund der Ablehnung seiner ethologischen Forschung durch die Mehrheit der Wiener Professorenschaft beantragte Konrad Lorenz 1937 im Ausland – bei der Notgemeinschaft der deutschen Wissenschaft, dem Vorläufer der Deutschen Forschungsgemeinschaft (DFG) – die Finanzierung seiner Studien über angeborene Bewegungen bei Entenvögeln.  Dieser Antrag wurde jedoch abgelehnt, trotz eines hervorragend positiven Gutachtens von Erwin Stresemann wie aus den bei der DFG erhaltenen Akten hervorgeht. Grund für die Ablehnung war, dass „vor allem die politische Gesinnung und die Abstammung von Herrn Dr. Konrad Lorenz in Frage gestellt“ wurde. Gemeint ist, dass unklar gewesen sei, ob Lorenz arischer, also nicht-jüdischer Abstammung sei.
Unterstützt durch den Botaniker Fritz von Wettstein und weitere Akademiker reichte Konrad Lorenz wenige Monate nach der Ablehnung erneut einen Antrag auf Projektförderung in Deutschland ein. Wettstein bescheinigte Lorenz nunmehr ausdrücklich, dieser habe „aus seiner Zustimmung zum Nationalsozialismus niemals ein Hehl gemacht. […] Auch seine arische Abstammung ist in Ordnung.“ Otto Antonius schrieb ebenfalls in seinem Gutachten, Lorenz habe „aus seiner Bewunderung für die neuen Verhältnisse in Deutschland und die Leistungen auf allen Gebieten nie einen Hehl gemacht“. In gleicher Weise bestätigte der Wiener Professor und Doktor der Medizin, Alexander Pichler:

„In letzter Zeit hat Herr Dr. Lorenz mir gegenüber wiederholt sein immer größer werdendes Interesse für den Nationalsozialismus an den Tag gelegt und sich zu seiner Idee positiv geäußert. Soweit ich seine biologischen Studien kenne, sind diese in der Richtung der im Deutschen Reich herrschenden Weltauffassung gelegen.“

Im zweiten Anlauf war Lorenz’ Gesuch um ein Forschungsstipendium erfolgreich. Er arbeitete ab 1938 über Störungen des Instinktverhaltens durch Domestikation an Wildgänsen und Kreuzungen von Wildgans und Hausgans. In den folgenden Jahren – bis 1944 – übertrug Lorenz seine Erkenntnisse über domestikationsbedingte Änderungen der Verhaltensweisen von Tieren in zunehmendem Maße auch auf den Menschen.

### Karriere im Nationalsozialismus
Am 28. Juni 1938 beantragte Lorenz die Aufnahme in die NSDAP und wurde rückwirkend zum 1. Mai desselben Jahres aufgenommen (Mitgliedsnummer 6.170.554). In seinem Aufnahmegesuch bestätigte er die Stellungnahmen der Gutachter seines Forschungsantrags an die „Notgemeinschaft“ und vermerkte handschriftlich:

„Ich war als Deutschdenkender und Naturwissenschaftler selbstverständlich immer Nationalsozialist und aus weltanschaulichen Gründen erbitterter Feind des schwarzen Regimes (nie gespendet oder geflaggt) und hatte wegen dieser auch aus meinen Arbeiten hervorgehenden Einstellung Schwierigkeiten mit der Erlangung der Dozentur. Ich habe unter Wissenschaftlern und vor allem Studenten eine wirklich erfolgreiche Werbetätigkeit entfaltet, schon lange vor dem Umbruch war es mir gelungen, sozialistischen Studenten die biologische Unmöglichkeit des Marxismus zu beweisen und sie zum Nationalsozialismus zu bekehren. Auf meinen vielen Kongreß- und Vortragsreisen habe ich immer und überall mit aller Macht getrachtet, den Lügen der jüdisch-internationalen Presse über die angebliche Beliebtheit Schuschniggs und über die angebliche Vergewaltigung Österreichs durch den Nationalsozialismus mit zwingenden Beweisen entgegenzutreten. Dasselbe habe ich allen ausländischen Arbeitsgästen auf meiner Forschungsstelle in Altenberg gegenüber getan. Schließlich darf ich wohl sagen, daß meine ganze wissenschaftliche Lebensarbeit, in der stammesgeschichtliche, rassenkundliche und sozialpsychologische Fragen im Vordergrund stehen, im Dienste Nationalsozialistischen Denkens steht!“

Im Sinne dieser handschriftlichen Erklärung ist Lorenz als illegaler Nationalsozialist in der Zeit des Ständestaates einzustufen.

#### Professor in Königsberg
Am 31. August 1940 wurde Konrad Lorenz zum Professor für vergleichende Psychologie am Lehrstuhl für Psychologie der Philosophischen Fakultät der Universität Königsberg ernannt. Bei Lorenz paarten sich fachliche Kompetenz und „politische Qualifikation“ nachgerade optimal, da Lorenz gegenüber dem NS-Regime genügend große Vorleistungen erbracht hatte und auch in Biologenkreisen anerkannt war. Die Berufung erfolgte „auf Intervention des Ministers Rust gegen den Widerstand der Fakultät“. Befürworter der Berufung waren vor allem Eduard Baumgarten und Otto Koehler, aber auch der Soziologe Arnold Gehlen. Dieser hatte 1936 gefordert, Immanuel Kant, Georg Wilhelm Friedrich Hegel und Johann Gottlieb Fichte zur Basis des Rassenverständnisses im Nationalsozialismus zu machen. 1938 übernahm Gehlen den renommierten Kant-Lehrstuhl an der Universität Königsberg, auf dem ihm Konrad Lorenz im September 1940 nachfolgte, nachdem Gehlen an die Universität Wien gewechselt war. Rust, der Reichsminister für Wissenschaft, Erziehung und Volksbildung, griff diese Argumentation auf und entgegnete Kritikern seiner Entscheidung, dass Lorenz durch seine Forschung über „angeborene Formen der Erfahrung“ in bester Weise an die Erkenntnistheorie des deutschen Idealismus anknüpfe.
Aus dieser Zeit (1941) stammt auch der Artikel von Konrad Lorenz über Kants Lehre vom Apriorischen im Lichte gegenwärtiger Biologie, dessen Gedankengänge er in den 1960er-Jahren zur Evolutionären Erkenntnistheorie ausbaute.

#### Erbbiologische „Studien“ im besetzten Polen

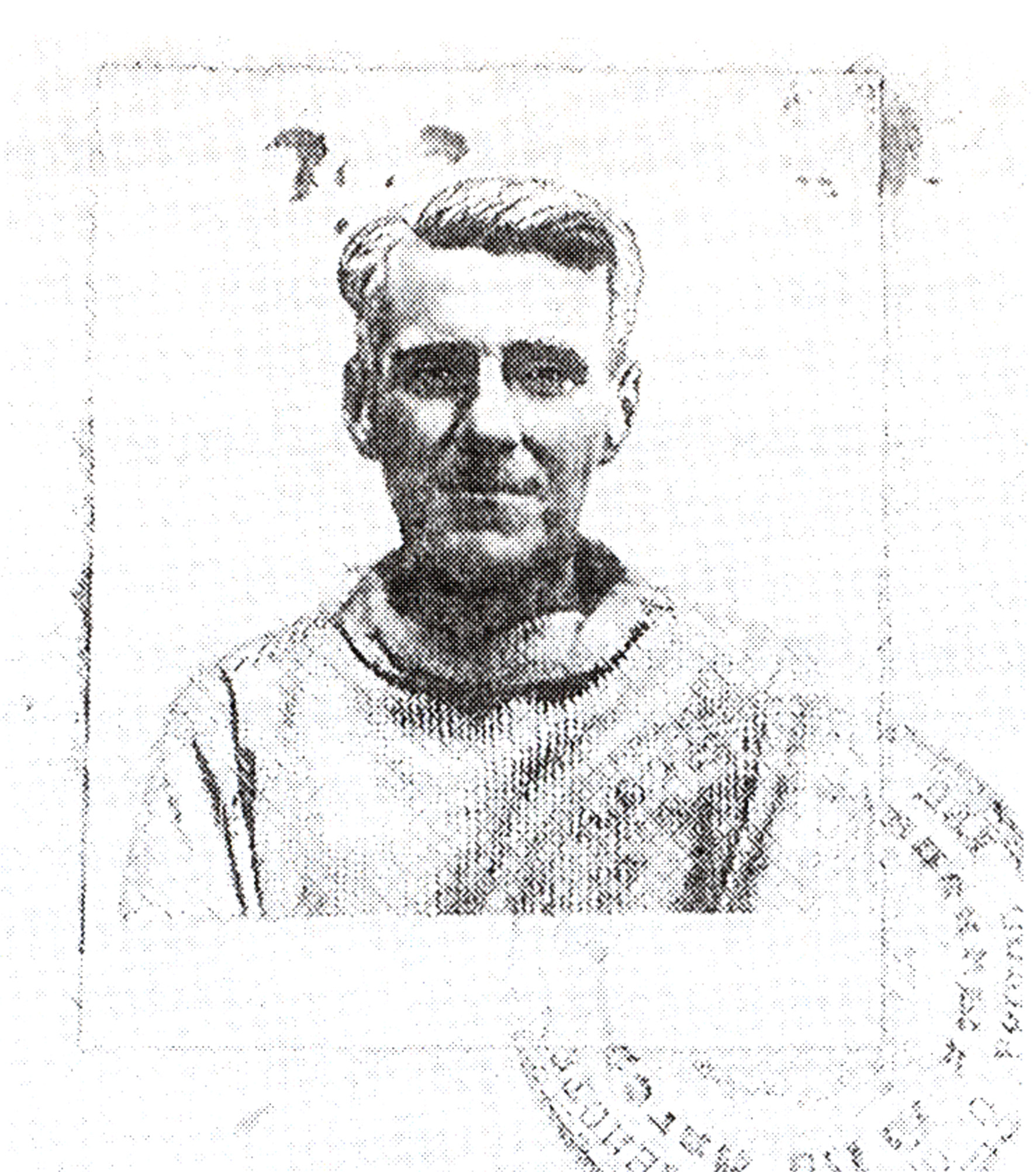
Konrad Lorenz (1944 in der Sowjetunion)

Die Lehrtätigkeit von Konrad Lorenz in Königsberg endete bereits ein Jahr nach ihrem Beginn, denn im Oktober 1941 wurde er als Soldat zur Wehrmacht eingezogen. Nach kurzer Grundausbildung wurde er 1941 bis 1944 als Heerespsychologe und ab 1942 als Militärarzt in ein Lazarett in Posen im deutsch besetzten Polen versetzt. Dort wurden ihm bis heute nicht völlig geklärte Aufgaben übertragen; er selbst hat sich über diese Zeit nie geäußert. Belegt ist lediglich seine Mitarbeit an einer rassenkundlichen „Studie“ an Posener „deutsch-polnischen Mischlingen“ und Polen, die im Rahmen des Arbeitskreises „Eignungsforschung“ innerhalb der Reichsstiftung für deutsche Ostforschung unter der Leitung von Rudolf Hippius durchgeführt wurde. Ziel der „Studie“ war es, die im „Reichsgau Wartheland“ lebenden Menschen auf ihre „erbbiologische“ Eignung hin zu untersuchen, weiterhin in ihrer Heimat verbleiben zu dürfen. Im Wartheland sollten „Volksdeutsche“ (Deutsch-Balten, Wolhyniendeutsche und Bessarabiendeutsche) sowie Zuwanderer aus dem Reichsgebiet angesiedelt werden; Ortsansässige, die aufgrund einer psychologischen Begutachtung als „asozial“ oder „erbbiologisch minderwertig“ galten, sollten hingegen in Konzentrationslager überführt werden. Lorenz nahm an dieser „Studie“, deren praktische Umsetzung bereits seit 1940 in Gang war, ehrenamtlich teil.
Im April 1944 wurde Konrad Lorenz zu einem deutschen Kampfverband in die Sowjetunion versetzt, wo er kurz darauf in sowjetische Kriegsgefangenschaft geriet, aus der er 1948 nach Österreich entlassen wurde.

#### Lorenz als Rassenkundler
Aus Lorenz’ Berufungsakte zum Professor in Königsberg geht hervor, dass er schon kurz nach seinem Beitritt zur NSDAP „Mitarbeiter des Rassenpolitischen Amtes der NSDAP mit Redeerlaubnis“ war, also im Sinne des Nationalsozialismus agitieren durfte.
1939/40 hatte Lorenz zudem mehrere Aufsätze geschrieben, deren ideologische Nähe zum rassistischen Gedankengut des NS-Regimes derart auffällig war, dass sie schon damals von seinen „nächsten und treuesten Freunden“ als bewusste Anbiederung und als „Selbstgefährdung als Wissenschaftler“ empfunden wurden. So äußerte Lorenz in der vor allem von Lehrern herangezogenen Zeitschrift Der Biologe:

„Ob wir das Schicksal der Dinosaurier teilen, oder ob wir uns zu einer ungeahnten, unserer heutigen Gehirn-Organisation vielleicht gar nicht erfaßbaren Höherentwicklung emporschwingen, ist ausschließlich eine Frage der biologischen Durchschlagskraft und des Lebenswillens unseres Volkes. Im Besonderen hängt gegenwärtig die große Entscheidung wohl von der Frage ab, ob wir bestimmte, durch den Mangel einer natürlichen Auslese entstehende Verfallserscheinungen an Volk und Menschheit rechtzeitig bekämpfen lernen oder nicht. Gerade in diesem Rennen um Sein oder Nichtsein sind wir Deutschen allen anderen Kulturvölkern um tausend Schritte voraus.“

In einer weiteren Veröffentlichung von 1940 erörtert Lorenz u. a. die Notwendigkeit einer „Ausmerzung ethisch Minderwertiger“ und sagt voraus:

„Versagt diese Auslese, mißlingt die Ausmerzung der mit Ausfällen behafteten Elemente, so durchdringen diese den Volkskörper in biologisch ganz analoger Weise und aus ebenso analogen Ursachen wie die Zellen einer bösartigen Geschwulst […] Sollte es mutationsbegünstigende Faktoren geben, so läge in ihrem Erkennen und Ausschalten die wichtigste Aufgabe des Rassepflegers überhaupt […] Sollte sich dagegen herausstellen, daß unter den Bedingungen der Domestikation keine Häufung von Mutationen stattfindet, sondern nur der Wegfall der natürlichen Auslese die Vergrößerung der Zahl vorhandener Mutanten und die Unausgeglichenheit der Stämme verschuldet, so müßte die Rassenpflege dennoch auf eine noch schärfere Ausmerzung ethisch Minderwertiger bedacht sein, als sie es heute schon ist.“

Diese Wortwahl griff Lorenz 1973 wieder auf:

„Das verderbliche Wachstum bösartiger Tumoren beruht, wie schon angedeutet, darauf, daß gewisse Abwehrmaßnahmen versagen oder von den Tumorzellen unwirksam gemacht werden, mittels deren der Körper sich sonst gegen das Auftreten ‚asozialer‘ Zellen schützt. Nur wenn diese vom umgebenden Gewebe als seinesgleichen behandelt und ernährt werden, kann es zu dem tödlichen infiltrativen Wachstum der Geschwulst kommen. Die schon besprochene Analogie lässt sich hier weiterführen. Ein Mensch, der durch das Ausbleiben der Reifung sozialer Verhaltensnormen in einem infantilen Zustand verbleibt, wird notwendigerweise zum Parasiten der Gesellschaft. Er erwartet als selbstverständlich die Fürsorge der Erwachsenen weiter zu genießen, die nur dem Kinde zusteht. […] Wenn die fortschreitende Infantilisierung und wachsende Jugend-Kriminalität des Zivilisationsmenschen tatsächlich, wie ich befürchte, auf genetischen Verfallserscheinungen beruht, so sind wir in schwerster Gefahr.“

Im gleichen Buch schreibt Lorenz:

„Am entgegengesetzten, den das Pendel vor nicht allzu langer Zeit durchlaufen hat, stehen Eichmann und Auschwitz, stehen Euthanasie, Rassenhaß,
Völkermord und Lynchjustiz. Wir müssen uns klar darüber werden, daß zu beiden Seiten des Punktes, auf den das Pendel wiese, wenn es je zur Ruhe käme, echte Werte stehen:
auf der »linken« der Wert der freien individuellen Entfaltung, auf der »rechten« Seite der Wert der sozialen und kulturellen Gesundheit.“

#### Gegen die „Verhausschweinung des Menschen“
Kulturpessimistisch beklagte Lorenz wiederholt die „Verhausschweinung des Menschen“ (vergl. Dysgenik) als Folge des Wegfalls von natürlichen Selektionsmechanismen in den zivilisierten Gesellschaften:

„Die Verfallstypen durchsetzen Volk und Staat dank ihrer größeren Vermehrungsquote und ihren vergröberten Wettbewerbsmethoden dem Artgenossen gegenüber in kürzester Zeit und bringen beiden aus analogen biologischen Gründen den Untergang, aus denen die ebenfalls asozialen Zellen einer Krebsgeschwulst das Gefüge des Zellstaates zugrunde richten.“

Lorenz sagt weiter:

„Zum Glück ist ihre Ausmerzung für den Volksarzt leichter und für den überindividuellen Organismus weniger gefährlich als die Operation des Chirurgen für den Einzelkörper. Die große technische Schwierigkeit liegt in ihrem Erkennen.“

Lorenz bewertete im Jahr 1940 die politischen Verhältnisse in Deutschland als vorbildlich:

„Der rassische Gedanke als Grundlage unserer Staatsform hat schon unendlich viel in dieser Richtung geleistet. Die nordische Bewegung ist seit jeher gefühlsmäßig gegen die Verhaustierung des Menschen gerichtet gewesen, alle ihre Ideale sind solche, die durch die hier dargelegten biologischen Folgen der Zivilisation und Domestikation zerstört werden würden.“

Die amerikanische Professorin für Philosophie und Wissenschaftsgeschichte Theodora J. Kalikow forschte in den 1970er-Jahren an der University of Massachusetts Dartmouth mit Unterstützung der National Science Foundation über den Einfluss anderer Theorien auf Lorenz’ Ethologie-Verständnis. Sie bezeichnete 1980 Lorenz’ ideologische Nähe zum NS-Regime als „bewussten Opportunismus“; dessen fachlich-biologisierende Basis beschrieb sie so: Lorenz habe „Veränderungen in den instinktiven Verhaltensmustern von domestizierten Tieren als Symptome des Verfalls gedeutet“. Zugleich habe er unterstellt, dass der gleiche Prozess von Domestikation und Niedergang auch auf den Menschen zutreffe, „dass die Zivilisation sich in einem Prozess des ‚Verfalls und Untergangs‘ befinde“. Schließlich habe Lorenz „die genannten Ansichten mit der Rassenpolitik und anderen Zügen des Naziprogramms“ verbunden. Die Durchsicht seiner Schriften habe Kalikow zufolge gezeigt, dass sowohl die Parallelsetzung der Domestikation von Tieren mit dem Verlauf der Zivilisation des Menschen als auch deren Einordnung als Verfallsprozess nach 1945 von Lorenz beibehalten wurde.

### Karriere nach 1945

#### Wiederbeginn in Altenberg
1948, vier Jahre nach seiner Gefangennahme durch die Rote Armee, wurde Konrad Lorenz aus der Kriegsgefangenschaft freigelassen und kehrte nach Altenberg in Niederösterreich zurück.
Hier gründete er 1949 ein „Institut für vergleichende Verhaltensforschung“, das zur Österreichischen Akademie der Wissenschaften gehörte. Ebenfalls 1949 veröffentlichte er sein bis heute populäres Buch Er redete mit dem Vieh, den Vögeln und den Fischen – zwecks Finanzierung seiner Forschung. Dieses Buch kam in die engere Auswahlliste des „besten populären Wissenschaftsbuch aller Zeiten“, das die Royal Institution of Great Britain 2006 kürte. (Gewinner wurde Das periodische System von Primo Levi). Eine Professur in Graz, für die sich u. a. Karl von Frisch einsetzte, wurde ihm 1950 nicht zuerkannt; dies lag teils an seiner Vergangenheit im Nationalsozialismus, teils an den in Österreich noch immer großen Vorbehalten gegenüber einem Biologen, der das Verhalten des Menschen und der Tiere primär als angeboren betrachtete, also aus dem Blickwinkel der Evolutionslehre.

#### Direktor im Max-Planck-Institut

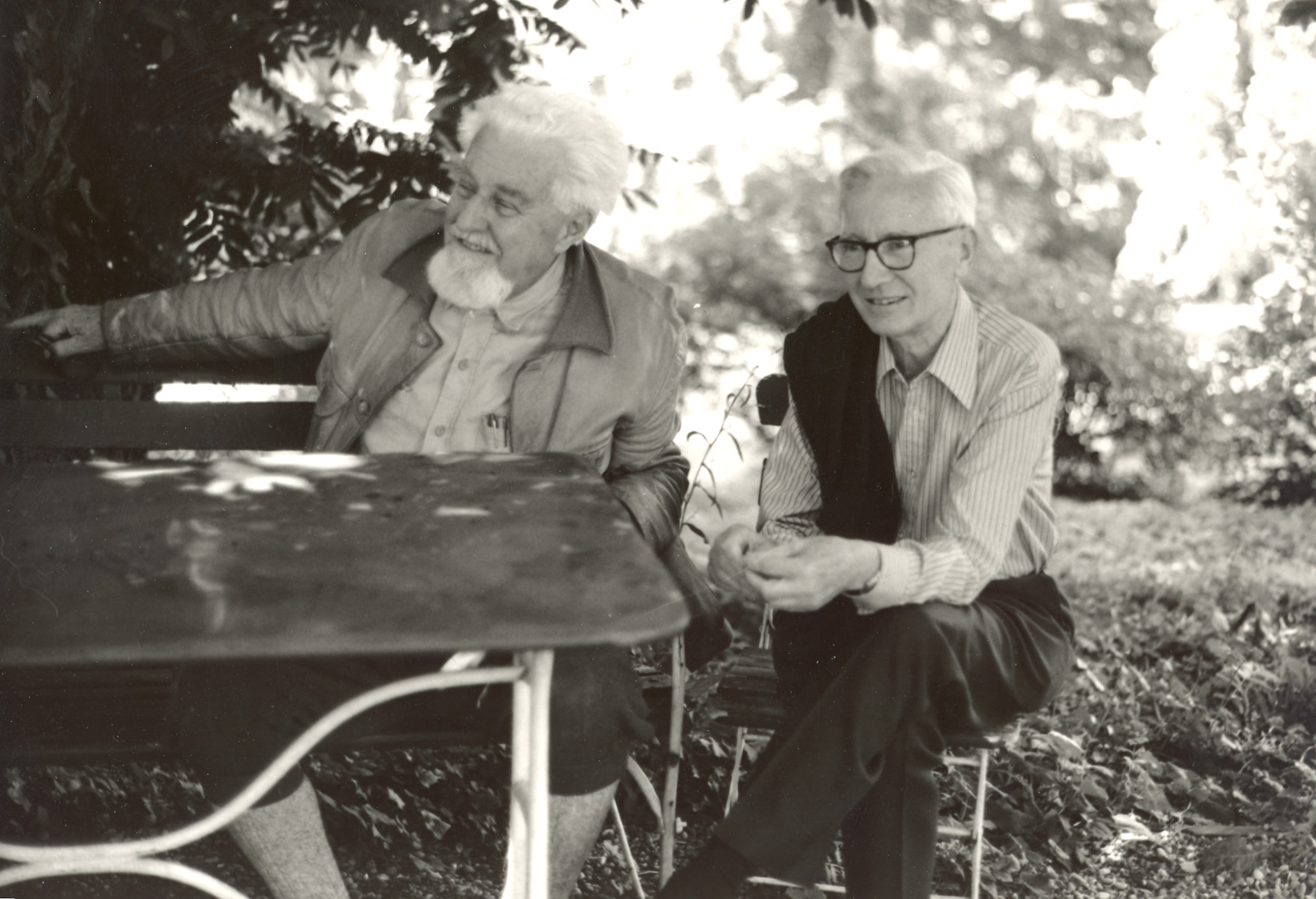
Konrad Lorenz und Nikolaas Tinbergen (1978)

1950 richtete die deutsche Max-Planck-Gesellschaft in Buldern/Westfalen eigens für Konrad Lorenz eine „Forschungsstelle für Vergleichende Verhaltensforschung“ ein, als Außenstelle des Max-Planck-Instituts für Meeresbiologie Wilhelmshaven, u. a. um Abwerbeversuche aus Oxford zu kontern. Dort hatte Nikolaas Tinbergen 1949 einen Lehrauftrag angenommen und umgehend wieder Kontakt mit Lorenz aufgenommen.
1953 folgte die Ernennung von Konrad Lorenz zum Honorarprofessor an der Universität Münster.
1955 begann die Max-Planck-Gesellschaft den Bau des Max-Planck-Instituts für Verhaltensphysiologie am Eßsee in Oberbayern; später erhielt diese Örtlichkeit den Namen Seewiesen. Dort wurde Lorenz stellvertretender Direktor unter Erich von Holst und nach dessen Tod Direktor (1961–1973). 1957 folgte die Ernennung zum Honorarprofessor für Zoologie an der Universität München.
In den 1950er-Jahren war Lorenz der einzige Biologe in einer Gruppe von Entwicklungspsychologen, die im Auftrag der Weltgesundheitsorganisation (WHO) als Study Group on the Psychobiological Development of the Child die Konsequenzen der Ethologie für die Kinderpsychologie erörterten. Obwohl er nie über frühkindliche Entwicklung geforscht hatte, wurde das von Lorenz vor allem an Gänsen beschriebene Phänomen der Fehlprägung frisch geschlüpfter Küken (zum Beispiel auf einen Menschen) von ihm und von zahlreichen Psychologen – darunter Therese Benedek, John Bowlby und René A. Spitz – auf die Mutter-Kind-Interaktion übertragen: Eine Störung der mütterlichen Prägung auf ihr Neugeborenes, die instinktiv und unabhängig vom Verhalten des Babys sei, könne dazu führen, dass sich mutterseitig keine normale Mutter-Kind-Bindung entwickele und dies zu lebenslangen Sozialpathologien des Kindes führen könne. Vor allem in konservativen Kreisen der USA führte dies zu einer biologisch begründeten Rechtfertigung der traditionellen Rolle von Frauen als Hausfrau und Mutter. Im Rückblick kritisierte die spanische Wissenschafts- und Philosophiehistorikerin Marga Vicedo im Jahr 2009: „Lorenz' Werk spielte eine wichtige Rolle in einem aufkommenden Diskurs, der die Mutter für emotionale Verkümmerung verantwortlich machte und ihm half, seine eugenischen Ängste auf sozialverträgliche Weise neu zu formulieren.“
Im Jahr 1963 erschien sein Bestseller Das sogenannte Böse. Zur Naturgeschichte der Aggression, 1973 kamen zwei weitere Bestseller von ihm heraus: Die acht Todsünden der zivilisierten Menschheit und sein philosophisches Hauptwerk Die Rückseite des Spiegels. Versuch einer Naturgeschichte des menschlichen Erkennens. 1973 wurde ihm zusammen mit Karl von Frisch und Nikolaas Tinbergen der „Nobelpreis für Physiologie oder Medizin“ für Entdeckungen zur Organisation und Auslösung von individuellen und sozialen Verhaltensmustern verliehen.
1988 erschien dann sein letztes großes Werk: „Hier bin ich – wo bist du?“, eine genaue ethologische Beschreibung von Graugänsen als Zusammenschau von rund 60 Jahren intensiver Verhaltensbeobachtung.

#### Engagement im Umweltschutz in Österreich
Ab den 1960er-Jahren begann sich Lorenz für Umweltschutzfragen zu interessieren, ausgelöst durch Rachel Carsons (1907–1964) Buch Der stumme Frühling (1962): „Im wesentlichen ist es wohl Rachel Carsons Buch Der stumme Frühling gewesen, das meine Aufmerksamkeit erregt und mich zum Kampf gegen die Technokratie aufgerüttelt hat.“ Jost Herbig und Rainer Hohlfeld schrieben: „Über [die] Machbarkeit unserer technischen Welt, so hat Lorenz ... richtig erkannt, sei uns das Gefühl für die Einmaligkeit und Unwiederbringlichkeit des Lebendigen abhanden gekommen. Angeborene Programme der Gestaltwahrnehmung – einer der tragenden Pfeiler der ‚Evolutionären Erkenntnistheorie‘ – könnten uns zur Einsicht und Umkehr bewegen. ... Durch Wahrnehmung der großen Harmonien der organischen Schöpfung geprägt, schaffe die ‚ratiomorphe‘ nicht-rationale Leistung der Gestaltwahrnehmung ein unfehlbares ‚Mitgefühl mit der Kreatur, mit dem Schicksal des Einzelwesens‘...“ Hoimar von Ditfurth (1921–1989) kommentiert die Lorenzsche Lehre wie folgt: „Wir haben die a priori gültigen Denk- und Vorstellungskategorien (Zeit, dreidimensionaler Raum, Kausalität nach Immanuel Kant (1724–1804)) als einen Teil des genetisch verankerten Erfahrungsschatzes unserer Art geerbt.“ 1978 wurde Lorenz unmittelbar vor seinem 75. Geburtstag zur Galionsfigur der erfolgreichen österreichischen Volksabstimmung gegen die Inbetriebnahme des Kernkraftwerks Zwentendorf. 1985 war er zudem Namensgeber des Konrad-Lorenz-Volksbegehrens (Siehe Liste) gegen den Bau eines Wasserkraftwerks im Landschaftsschutzgebiet der Hainburger Auen.

### Kontinuität im Denken und Stellungnahmen zur Vergangenheit
Seine Schlussfolgerung, krankes Erbmaterial müsse zur Erhaltung einer lebenstüchtigen Zivilisation ausgesondert werden, bildete bis zu seinem Tode den Kern seines biologisch determinierten Gesellschaftsverständnisses – erkennbar u. a. daran, dass seine 1943 veröffentlichte, umfangreiche Begründung dieser Anschauung noch in den 1960er-Jahren auf der Einbandrückseite seiner populärwissenschaftlichen dtv-Bücher als „Hauptwerk“ bezeichnet wurde.
Im Bezug auf seine Mitgliedschaft in der NSDAP erklärte er, er habe nie einen Mitgliedsausweis besessen, räumte allerdings ein, sich in seinen Aufsätzen der 1940er-Jahre „in der uns heute mit Recht verhassten Sprache des Naziregimes“ ausgedrückt zu haben. In einem Gespräch mit der Wiener Abendzeitung betonte er 1973 die Kontinuität seiner Grundüberzeugungen:

„Es ging mir darum zu zeigen, daß die zunehmende Domestikation des Menschen seine Menschlichkeit bedroht. Dieses Problem, das mich auch heute noch intensivst beschäftigt, hat sich mir damals zum erstenmal aufgedrängt.“

Die von ihm beobachtete wachsende Kriminalität der Jugend, der er vorwarf, „die Eltern mit dem Bade auszuschütten“, deutete er in seinem Buch Die acht Todsünden der zivilisierten Menschheit als Zeichen eines genetischen Verfalls (siehe Zitat oben). Zur Bevölkerungsentwicklung sagte Lorenz 1988:

„Es zeigt sich, daß die ethischen Menschen nicht so viele Kinder haben und die Gangster sich unbegrenzt und sorglos weiter reproduzieren.“ Und: „… gegen Überbevölkerung hat die Menschheit nichts Vernünftiges unternommen. Man könnte daher eine gewisse Sympathie für Aids bekommen.“

Kalikow (University of Massachusetts Dartmouth) kam daher zu dem Schluss, dass die grundlegenden ideologischen Elemente von Lorenz ungebrochen in die Nachkriegszeit transferiert wurden: „Somit haben jene Ethologen, Soziobiologen und populärwissenschaftlichen Autoren, die sich Lorenz’ biologistische Anschauung der Gesellschaft zunutze gemacht haben, auch – bewusst oder unbewusst – ihre totalitaristischen Implikationen akzeptiert, daß nämlich die erfolgreiche Gesellschaft genetisch und politisch manipuliert werden muß.“

### Privates
1927 heiratete Lorenz Margarethe Gebhardt in Wien. Die beiden kannten einander seit frühester Kindheit und blieben bis zu Margarethes Tod im Jahr 1986 verheiratet. Margarethe verzieh Konrad auch eine kurze Affäre mit der ebenfalls verheirateten Zoologin Helen Spurway, die er 1949 in England kennengelernt hatte. Das Paar hatte drei Kinder, Thomas (geb. 1928, gest. 1982), Agnes (geb. 1930, gest. 2005) und Dagmar (geb. 1941).
Auf Wunsch seines Vaters wurde Konrad Lorenz nicht katholisch, sondern evangelisch-reformiert getauft. Grund dafür war die Intention des Vaters, Konrad von der Pflicht zur Sonntagsmesse zu befreien. Konrad Lorenz gehört damit zu den wenigen prominenten Mitgliedern der evangelischen Kirche H.B. in Österreich. Im Jahr seiner Hochzeit trat Lorenz aus der Kirche aus.

### Tod

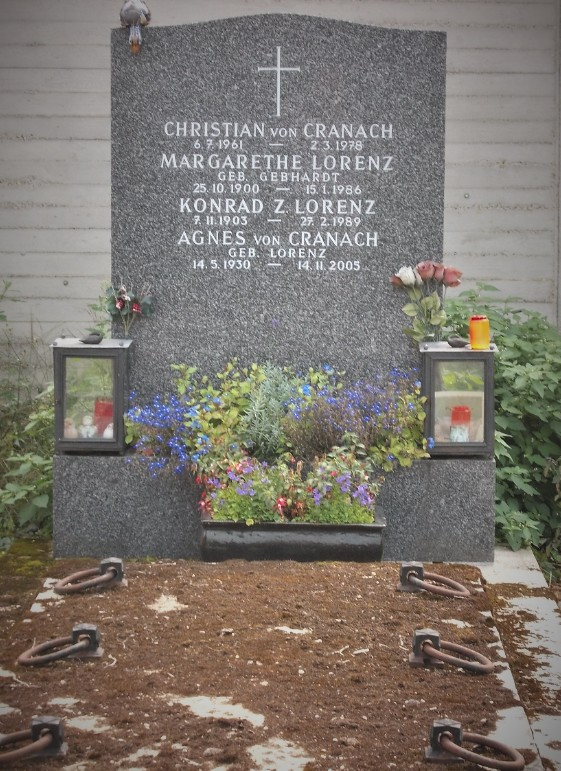
Grabstätte von Konrad Lorenz

Konrad Lorenz wurde am 25. Februar 1989 wegen eines akuten Nierenversagens in die Poliklinik des 9. Wiener Gemeindebezirks eingewiesen, wo sich sein Gesundheitszustand rasch weiter verschlechterte. Hier verstarb er am 27. Februar 1989; am 6. März wurde er auf dem Ortsfriedhof in St. Andrä-Wördern in der Familiengruft beigesetzt.

## Auszeichnungen, Ehrungen und Mitgliedschaften (Auswahl)
- 1957 Mitglied der Leopoldina,[50]
- 1957 Mitglied der American Academy of Arts and Sciences
- 1964 Österreichisches Ehrenzeichen für Wissenschaft und Kunst
- 1966 Mitglied der National Academy of Sciences
- 1969 Kalinga-Preis für die Popularisierung der Wissenschaft
- 1972 Großes Bundesverdienstkreuz mit Stern
- 1972 Goldene Medaille der Humboldt-Gesellschaft
- 1973 Nobelpreis für Physiologie oder Medizin
- 1974 Mitglied der American Philosophical Society[51]
- 1981 erstmalige Vergabe des Konrad-Lorenz-Preises
- 1984 Großes Bundesverdienstkreuz mit Stern und Schulterband
- 1984 Bayerischer Maximiliansorden für Wissenschaft und Kunst

Die 1983 verliehene Ehrendoktorwürde der Universität Salzburg – eine von insgesamt zehn verliehenen Ehrendoktorwürden verschiedener Universitäten – wurde 2015 postum in einer umstrittenen Entscheidung widerrufen, da er in seinen Publikationen „wesentliche Elemente der rassistischen Ideologie des Nationalsozialismus“ verbreitet habe. Die FAZ bezeichnete diese Widerrufung als „in der Sache bodenlos und schäbig“.
In Gänserndorf (Niederösterreich) wurde das Konrad Lorenz Gymnasium nach ihm benannt. In Usingen (Hessen) wurde 2017 die Bezeichnung Konrad Lorenz Schule zugunsten des Namens Helmut-Schmidt-Schule aufgegeben. Ab dem 1. November 2023 wurde in Neufahrn bei Freising der Konrad-Lorenz-Weg in Edith-Ebers-Weg umbenannt.

## Bekannte Lorenz-Schüler
Bekannte Lorenz-Schüler sind der Verhaltensforscher und Humanethologe Irenäus Eibl-Eibesfeldt, der Wildbiologe Antal Festetics, die Verhaltensforscher Eberhard Curio, Wolfgang Schleidt, Otto Koenig, Wolfgang Wickler und der Biopsychologe Norbert Bischof sowie der Chaosforscher Otto E. Rössler. Für John Bowlby war die Bekanntschaft mit Lorenz' Arbeiten ein wesentlicher Impuls zur theoretischen Begründung seiner Bindungstheorie.

## Lorenz’ innovativer Ansatz in der Verhaltensbiologie der Tiere

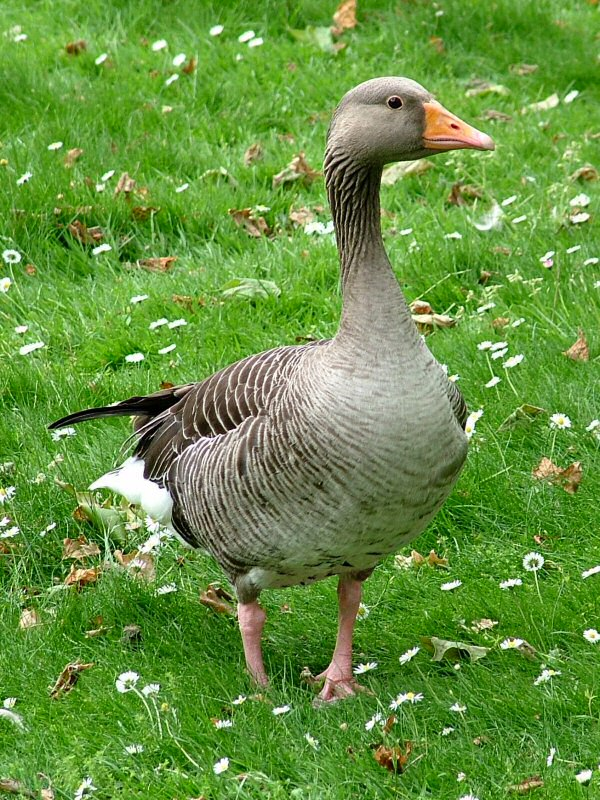
Graugänse gehören zu den bekanntesten Forschungsobjekten von Konrad Lorenz. Das von seinem Lehrer Oskar Heinroth postulierte Ideal der lebenslangen Treue von Gänsepaaren fand Lorenz „unter unseren vielen, vielen Gänsen so verhältnismäßig selten verwirklicht“.

Konrad Lorenz gilt heute als einer der Mitbegründer der Biologie des Verhaltens und als ihr wichtigster Vorkriegstheoretiker. Als wegweisend für die verhaltensbiologische Forschung im deutschsprachigen Raum erwies sich Lorenz’ 1935 im Journal für Ornithologie erschienener, epochemachender Aufsatz Der Kumpan in der Umwelt des Vogels. Lorenz bündelte in den 1930er-Jahren die Tierbeobachtungen diverser Forscher in einer griffigen, physiologischen „Theorie der Instinktbewegungen“ und bahnte so ab 1937 vor allem den Weg für das Vergleichen von Verhaltensweisen auch zwischen unterschiedlichen Arten; 1937 forschte Lorenz erstmals und mehrere Monate gemeinsam mit Nikolaas Tinbergen (an Graugänsen) in Altenberg bei Wien.
Der Begriff vergleichende Verhaltensforschung weist darauf hin, dass dieser Forschungsansatz die Verhaltensweisen der Tiere in ähnlicher Weise als erblich ansieht wie die vergleichende Anatomie den Körperbau der Tiere.
Konrad Lorenz setzte weniger auf Experimente, sondern auf genaue Beobachtung und Beschreibung des Verhaltens von Tieren in ihrem natürlichen Umfeld. „Der grundlegend neue Ansatz, der von Lorenz mit dieser Theorie in die Verhaltensforschung […] hineingetragen wurde, liegt in der Annahme, daß sich in den so vielfältig und variabel erscheinenden komplexen Verhaltensabläufen der Tiere gleichartig aufgebaute Grundbausteine des Verhaltens, die Erbkoordinationen oder Instinktbewegungen, identifizieren lassen. […] Im Gegensatz zu der Anfang der dreißiger Jahre noch weitgehend akzeptierten Ansicht, daß tierisches Verhalten rein reaktiv sei, betont Lorenz die Spontaneität tierischen Verhaltens, speziell der Instinktbewegung.“ Lorenz selbst sah in Oskar Heinroth und Charles Otis Whitman die Urväter der Ethologie. In Nordamerika wird diese Rolle zudem William Morton Wheeler zugeschrieben.
Die genaue Beschreibung aller beobachtbaren Verhaltensweisen in Ethogrammen und die exakte Protokollierung ihrer Häufigkeiten und Abfolgen ermöglichte den Vergleich von Verhaltensweisen zwischen unterschiedlich nah verwandten Arten. So konnte Lorenz – speziell bei Enten- und Gänsearten – bestimmte Verhaltensweisen der einen Art als Modifikationen von Verhaltensweisen einer anderen Art „erklären“ – ganz ähnlich der vergleichenden Anatomie, die häufig ebenfalls erst aus dem Vergleich bestimmter körperlicher Merkmale verwandter Arten deren Entstehen im Verlauf der Stammesgeschichte dieser Arten nachvollziehen kann. Auf dem Gebiet der Verhaltensforschung ist diese Vorgehensweise die einzige Möglichkeit, die Evolution des Verhaltens nachzuvollziehen, da fossile Belege hierfür weitgehend fehlen; allenfalls aus Spurenfossilien können z. B. Rückschlüsse auf soziale Verbände abgeleitet werden.
Lorenz’ Bedeutung liegt ferner darin, dass er, deutlicher als andere Forscher vor ihm, in seinen wissenschaftlichen Arbeiten den Blick auf zwei genetische Besonderheiten gelenkt hat: auf angeborene Auslöser für Verhaltensweisen („Schlüsselreize“ und „angeborene Auslösemechanismen“, AAM) sowie auf eine bei diversen Tierarten nachweisbare Entwicklungsphase, in der eine unwiderrufliche Prägung möglich ist. Eine Besonderheit der von Lorenz vertretenen Theorie war, dass er – abgesehen vom Sonderfall Prägung – von einer strikten Dichotomie von angeborenem und gelerntem Verhalten ausging, wobei er das angeborene Verhalten als starr, unveränderlich und auch unter stammesgeschichtlichem Blickwinkel nicht als Vorstufe von gelerntem, also durch Erfahrung modifiziertem Verhalten ansah. Heute gilt hingegen als gesichert, dass auch angeborene Verhaltensweisen durch Erfahrung – durch Lernen – verändert werden können.
Zur Veranschaulichung seiner Grundüberzeugung, das Verhalten der Tiere werde vor allem durch innere Instinkte und weniger durch äußere Auslöser gesteuert, entwickelte Konrad Lorenz ein (gegen Reflex-Theoretiker und gegen behavioristische Anschauungen opponierendes) anschauliches und daher jahrzehntelang akzeptiertes psychohydraulisches Instinktmodell: Instinktenergien können sich diesem Modell zufolge – ähnlich wie das Wasser in einem Wasserleitungsnetz – in bestimmten Bahnen ausbreiten, aufstauen und überlaufen. Heute gilt diese Theorie unter Verhaltensforschern allerdings als überholt und wurde u. a. ersetzt durch soziobiologische, verhaltensökologische und an der Computertechnik orientierte Modelle.
Lorenz’ wissenschaftliche Bedeutung liegt aber mindestens ebenso darin begründet, dass er ganz wesentlich dazu beitrug, die Verhaltensbiologie (er selbst nannte das Gebiet bis 1949 oft auch „Tierpsychologie“) als eigenständiges Forschungsgebiet an den deutschen Hochschulen zu etablieren und diese Fachrichtung überdies ins öffentliche Bewusstsein zu rücken. Hierzu trugen vor allem seine diversen, seit 1949 erschienenen und auch heute noch gut lesbaren Tiergeschichten bei, in denen er versuchte – anders als die meisten Sachbuchautoren vor ihm – das Verhalten der Tiere aus ihrer jeweils eigenen Sichtweise zu schildern, statt ihr Verhalten aus dem Blickwinkel des Menschen zu schildern. Seine Instinkttheorie des Verhaltens regte zwischen 1935 und 1970 zudem zahlreiche Wissenschaftler zu Forschungsarbeiten an, da diese Theorie ein Erklärungsmodell bot, das man in empirischen Studien überprüfen konnte. Sein früherer Schüler Irenäus Eibl-Eibesfeldt wurde zu einem der weltweit meistgeachteten Forscher auf dem Gebiet der Humanethologie.
Viele Deutungsversuche von Verhaltensweisen der Tiere, die Konrad Lorenz veröffentlichte, halten heutigen wissenschaftlichen Kriterien nicht stand, und seine Instinkttheorie wird heute nicht mehr von Verhaltensforschern als Arbeitshypothese benutzt. Schon seit Mitte der 1970er-Jahre rückten immer mehr Forscher von Lorenz’ Instinkttheorie ab und wandten sich zunehmend verhaltensökologischen und neurobiologischen Fragestellungen zu. Die Schweizer Wissenschaftshistorikerin Tania Munz schrieb 2011 in einer Studie über die Gans Martina, das „wissenschaftliche Klima“ der 1980er-Jahre habe dazu geführt, dass die von Lorenz repräsentierte Forschung „ins Abseits geraten“ sei. Zur Abwendung von Lorenz trug auch bei, dass er zeitlebens das evolutionsbiologisch anfechtbare Konzept der Arterhaltung (vergl. Teleonomie) verteidigte. Wie seine Biografen, Klaus Taschwer und Benedikt Föger, hervorheben, sind seine Untersuchungsmethoden jedoch „auch deshalb rar geworden, weil sie viel zu aufwendig sind, ehe sie Ergebnisse zeitigen. Das Verhaltensrepertoire eines Tieres zu beschreiben, nimmt Jahre in Anspruch – im Forschungsbetrieb des 21. Jahrhunderts mit seiner Maxime des ‚publish or perish‘, also des ‚Publizierens oder Verlierens‘, ein schieres Ding der Unmöglichkeit.“

## Schriften
Konrad Lorenz wurde in den 1950er Jahren weit über die Grenzen seines Fachgebietes hinaus bekannt, als er seine Studien (u. a. an Graugänsen und Buntbarschen), verpackt in unterhaltsame und anekdotenreiche Tiergeschichten, auch für naturwissenschaftliche Laien, ja sogar für Kinder zugänglich machte. Seit den 1960er Jahren stieg seine Bekanntheit durch diverse engagierte populärwissenschaftliche Publikationen – unter anderem Das sogenannte Böse (1963) und Die acht Todsünden der zivilisierten Menschheit (1973) – weiter an: mit der Folge, dass er in der Öffentlichkeit zunehmend als Kulturpessimist und Philosoph wahrgenommen wurde; geprägt sind diese Schriften von seiner tiefen Überzeugung, dass auch das Verhalten des Menschen sehr weitgehend durch biologische, stammesgeschichtliche Vorgaben bestimmt wird. Immer wieder und heftig kritisiert wurde Konrad Lorenz, weil er häufig einzelne Phänomene aus der Tierwelt unmittelbar auf menschliche Handlungsweisen übertrug und gleichzeitig menschliche Eigenschaften in Analogie zu einzelnen Phänomenen aus dem Tierreich gesetzt habe (Anthropomorphismus). Kritisiert wurde auch, dass seine zahlreichen humanethologischen Veröffentlichungen nicht durch eigene Experimente unterfüttert waren.

### Bücher
- 1949: Er redete mit dem Vieh, den Vögeln und den Fischen (Neuausgabe von 1998 bei dtv, Bd. 20225, ISBN 3-423-20225-4)
- 1950a: So kam der Mensch auf den Hund. dtv-Band 329
- 1955: Über das Töten von Artgenossen. Jahrbuch der Max-Planck-Gesellschaft. Westdeutscher Verlag Dortmund, 31 Seiten
- 1957: Methoden der Verhaltensforschung. In: Kükenthals Handbuch der Zoologie, 8, 10, 1957, Lieferung 1, 1–22, 282–296.
- 1963: Das sogenannte Böse. Zur Naturgeschichte der Aggression. (Neuausgabe von 1998 bei dtv: ISBN 3-423-33017-1)
- 1954: Das Gänsekind Martina, Selbstverlag des Verfassers
- 1965: Über tierisches und menschliches Verhalten. Aus dem Werdegang der Verhaltenslehre. Gesammelte Abhandlungen aus den Jahren 1931–1963. Band I und II: München, Zürich: Piper
- 1965: Evolution and Modification of Behavior. Chicago
- 1965: Der Vogelflug. Neske Verlag, Pfullingen
- 1968: Vom Weltbild des Verhaltensforschers. Drei Abhandlungen. Deutscher Taschenbuch-Verlag, 154 Seiten
- 1973: Die acht Todsünden der zivilisierten Menschheit. (Neuausgabe als: Serie Piper, Bd. 50. ISBN 3-492-20050-8)
- 1973: Die Rückseite des Spiegels. Versuch einer Naturgeschichte des menschlichen Erkennens. München, Zürich: Piper
- 1978a: Vergleichende Verhaltensforschung. Grundlagen der Ethologie. Wien, New York: Springer.
- 1978b: Das Jahr der Graugans. dtv München (6. Auflage 1990, Neuausgabe 2003)
- 1983: Der Abbau des Menschlichen. München (Piper), ISBN 3-492-02833-0
- 1983: Herausgegeben von Konrad Lorenz und Franz Wuketits: Die Evolution des Denkens. Zwölf Beiträge. München: Piper, ISBN 978-3-492-02793-9
- 1987: Konrad Lorenz, Kurt L. Mündl: Noah würde Segel setzen. Vor uns die Sintflut. dtv München, ISBN 978-3-512-00682-1
- 1988: Hier bin ich – wo bist du? Ethologie der Graugans. München, Zürich: Piper, ISBN 978-3-492-11358-8.
- 1992: Die Naturwissenschaft vom Menschen. Eine Einführung in die vergleichende Verhaltensforschung. Das russische Manuskript 1944–1948. (Aus dem Nachlass herausgegeben von Agnes von Cranach. München 1992)

### Das Hauptwerk:Die Rückseite des Spiegels
1973 veröffentlichte Konrad Lorenz sein von ihm als Hauptwerk bezeichnetes Buch Die Rückseite des Spiegels. Versuch einer Naturgeschichte menschlichen Erkennens. Der evolutionäre rote Faden durch das Buch ist eine Rekonstruktion von Entwicklungsschritten kognitiver Leistungen in sechs Stufen (1: Bilateria, 2: Fische, Reptilien, 3: Säugetiere, 4: Affen, 5: Menschenaffen, 6: Mensch), die jeweiligen Schichten seien durch die sogenannten „Fulgurationen“ (lat. fulgur = der Blitz) getrennt. In diesem Buch erörtert er das Zusammenspiel von genetischen und zivilisatorischen Einflüssen auf das Erkenntnisvermögen des Menschen. Er versucht, systematische Beziehungen, Wechselwirkungen und Gesetzmäßigkeiten zwischen der biologischen und der soziokulturellen Evolution aufzuzeigen, also zwischen dem genetisch bedingten, instinkthaften und dem gelernten, kulturellen Verhalten. Ziel seiner Analysen ist eine umfassende Erklärung des menschlichen Verhaltens und – hieraus abgeleitet – vielleicht sogar eine Voraussage der weiteren kulturellen Evolution.
Das Buch gilt heute als die erste größere systematische Fassung der Evolutionären Erkenntnistheorie, die danach von dem Physiker und Philosophen Gerhard Vollmer und dem Meeresbiologen Rupert Riedl ausgebaut wurde.

### Zeitschriftenartikel, Vorträge und Essays
- 1927: Beobachtungen an Dohlen. In: Journal für Ornithologie 75, S. 511–519. Institut für Vogelforschung Vogelwarte Helgoland Wilhelmshaven.
- 1931: Beiträge zur Ethologie sozialer Corviden. In: Journal für Ornithologie 79, S. 67–127, Institut für Vogelforschung Vogelwarte Helgoland Wilhelmshaven. (Neudruck in Konrad Lorenz: Über tierisches und menschliches Verhalten. Gesammelte Abhandlungen 1965, Bd. I)
- 1932: Betrachtungen über das Erkennen der arteigenen Triebhandlungen der Vögel. In: Journal für Ornithologie, 80, S. 50–98. Institut für Vogelforschung Vogelwarte Helgoland Wilhelmshaven.
- 1935: Der Kumpan in der Umwelt des Vogels. Der Artgenosse als auslösendes Moment sozialer Verhaltensweisen. In: Journal für Ornithologie 83 (Heft 2 und 3), S. 137–215, 289–413, Institut für Vogelforschung Vogelwarte Helgoland Wilhelmshaven. doi:10.1007/BF01905355 (Nationallizenz) (Nachdruck 1965 in: Über tierisches und menschliches Verhalten, Bd. I).
- 1937a: Über den Begriff der Instinkthandlung. Folia Biotheoretica Ser. B. 2, S. 17–50.
- 1937b: Über die Bildung des Instinktbegriffs. Druckfassung des Vortrags Zur Kritik der Begriffsbildung des Instinktes vom 17. Februar 1936. In: Die Naturwissenschaften 25, S. 289–300, 307–318, 325–331 (Neudruck in Konrad Lorenz: Über tierisches und menschliches Verhalten. Gesammelte Abhandlungen 1965, Bd. I)
- 1938: Konrad Lorenz und Nikolaas Tinbergen: Taxis und Instinkthandlung in der Eirollbewegung der Graugans. Zeitschrift für Tierpsychologie. Band 2, S. 1–29.
- 1939: Vergleichende Verhaltensforschung. In: Zoologischer Anzeiger, Supplement 12, S. 69–102.
- 1939: Über Ausfallerscheinungen im Instinktverhalten von Haustieren und ihre sozialpsychologische Bedeutung. In: Otto Klemm (Hrsg.) Charakter und Erziehung. Bericht über den 16. Kongreß der Deutschen Gesellschaft für Psychologie in Bayreuth vom 2.–4. Juli 1939. Johann Ambrosius Barth Verlag, Leipzig 1939, S. 139–147.
- 1940a: Die Paarbildung beim Kolkraben. Zeitschrift für Tierpsychologie 3, S. 278–292.
- 1940b: Durch Domestikation verursachte Störungen arteigenen Verhaltens. In: Zeitschrift für angewandte Psychologie und Charakterkunde 59 (1, 2), S. 2–81. (Umstrittene Inhalte bezüglich Konrad Lorenz Vergangenheit als Nationalsozialist)
- 1941a: Vergleichende Bewegungsstudien an Anatiden. Journal für Ornithologie 89, S. 194–293 (Neudruck in: Konrad Lorenz: Über tierisches und menschliches Verhalten. Gesammelte Abhandlungen, Bd. II, 1965)
- 1941b: Kants Lehre vom Apriorischen im Lichte gegenwärtiger Biologie. In: Blätter für Deutsche Philosophie 15, S. 94–125
- 1943: Die angeborenen Formen möglicher Erfahrung. In: Zeitschrift für Tierpsychologie 5 (2), S. 235–409.
- 1950b: The Comparative Method in Studying innate Behaviour Patterns. Symposia of the Society for Experimental Biology 4, S. 221–268, Oxford.
- 1950c: Ganzheit und Teil in der tierischen und menschlichen Gesellschaft. In: Studium Generale 3, S. 455–499 (Neudruck in Konrad Lorenz: Über tierisches und menschliches Verhalten. Gesammelte Abhandlungen, 1965, Bd. II)
- 1953: Die Entwicklung der vergleichenden Verhaltensforschung in den letzten 12 Jahren. Zool. Anz., 16, Suppl., S. 36–58
- 1954: Morphology and behavior patterns in allied species. In: 1st Conf. on Group Proc. Josiah Macy Jr. Found. New York 1954, S. 168–220
- 1957: The objectivistic theory of instinct. In: P.P. Grassé (Hrsg.): L’Instint dans le Comportement des Animaux et de l’Homme. Paris 1956, S. 51–76.
- 1958: The evolution of behavior. In: Scientific American, 199, 1958, S. 67–78.
- 1959: Gestaltwahrnehmung als Quelle wissenschaftlicher Erkenntnis. In: Zeitschrift für experimentelle und angewandte Psychologie 6, S. 118–165.
- 1959: Psychologie und Stammesgeschichte. In: Evolution der Organismen hrsg. von G. Heberer. Stuttgart
- 1960: Prinzipien der vergleichenden Verhaltensforschung. Fortschritte der Zoologie 12, S. 265–294.
- 1961: Phylogenetische Anpassung und adaptive Modifikation des Verhaltens. Z. Tierpsychol., 18, 1961, S. 139–187
- 1962: The function of colour in coral reef fishes. Proceeding of the Royal Institute of Great Britain 39,
- 1969: Innate basis of learning. In: On the Biology of Learning ed. by H. Pribram. New York 1969
- 1971: Der Mensch, biologisch gesehen: Eine Antwort an Wolfgang Schmidbauer. In: Studium Generale Zeitschrift für die Einheit der Wissenschaften im Zusammenhang ihrer Begriffsbildungen und Forschungsmethoden 24, S. 495–515. (u. a. von Karl Jaspers herausgegeben)
- 1979: Nonanonymous, collective territoriality in a fish, the Moorish idol (Zanclus cornutus): agonistic and appeasement behaviours. In: Evolution and Cognition, 4, S. 108–135. (Kommentiertes, zu Lebzeiten unveröffentlichtes Manuskript. Herausgegeben 1998)

### Postume Ausgaben, Digitalisate
- Konrad Lorenz: Von Tieren und Menschen, Directmedia Publishing, Berlin 2007, Digitale Bibliothek, Band KDB 45, ISBN 978-3-89853-345-4.

### Autobiographisches, Interviews, Briefwechsel
- mit Franz Kreuzer: Leben ist Lernen. Von Immanuel Kant zu Konrad Lorenz. Ein Gespräch über das Lebenswerk des Nobelpreisträgers. Piper, München und Zürich, 4. Auflage 1988, ISBN 978-3-492-10223-0 (= Serie Piper, Band 223).
- mit Oskar Heinroth (herausgegeben von Otto Koenig): Wozu aber hat das Vieh diesen Schnabel? Briefe aus der frühen Verhaltensforschung 1930–1940. Piper, München und Zürich 1988, ISBN 978-3-492-10975-8 (= Serie Piper, Band 975).
- My Family and Other Animals. In: Donald A. Dewsbury: Studying Animal Behavior. Autobiographies of the Founders. Chicago University Press, Chicago und London 1985, ISBN 978-0-226-14410-8, S. 258–287.
- Eigentlich wollte ich Wildgans werden. Aus meinem Leben. Piper, München und Zürich 2003, ISBN 978-3-492-04540-7. (Originaltitel: My family and other animals, übersetzt von Wolfgang M. Schleid, mit zusätzlichen Essays von Irenäus Eibl-Eibesfeldt und W. M. Schleidt. Autobiographische Skizze, die zuvor 1974 in Les Prix Nobel auf Englisch veröffentlicht worden war).

## Weitere Materialien

### Audio
- Über das Verhalten geselliger Tiere. Originaltonaufnahmen 1951–1983, hrsg. v. Klaus Sander, supposé, Köln 2004, 140 Min., ISBN 978-3-932513-55-8. Lorenz spricht unter anderem über „wertphilosophische Aspekte der Evolution“; über „moral-analoges Verhalten geselliger Tiere“; und mit Erich von Holst über das Entstehen tierischen Verhaltens.
- So kam der Mensch auf den Hund. Hörbuch, gelesen von Martin Rütter, Der Audio Verlag, Berlin 2007, ISBN 978-3-89813-707-2 (Lesung, 2 CDs, 134 Min.)
- Er redete mit dem Vieh, den Vögeln und den Fischen. Hörbuch, gelesen von Olaf Baden, Der Audio Verlag (DAV), Berlin 2009, ISBN 978-3-89813-835-2 (Lesung, 2 CDs, 149 Min.)
- Konrad Lorenz: ein Biologe zwischen Braunhemden und Graugänsen. Von Karl-Heinz Wellmann. Auf: lernarchiv.bildung.hessen.de vom 27. Februar 2009.

### Film
- Leben ist Lernen. Konrad Lorenz im Gespräch mit Franz Kreuzer. 118 Minuten; ORF 1980. (Zugleich: Konrad Lorenz, Franz Kreuzer: Leben ist Lernen. Von Immanuel Kant zu Konrad Lorenz. Ein Gespräch über das Lebenswerk des Nobelpreisträgers. Piper, München u. a. 1981, ISBN 978-3-492-00523-4)

### Lorenz als Romanfigur
Im Frühjahr 2008 erschien unter dem Titel Kaltenburg bei Suhrkamp ein Schlüsselroman von Marcel Beyer, in dem – aus der Sicht des Kaltenburg-Schülers Hermann Funk – die Lebensgeschichte „des großen österreichischen Zoologen Ludwig Kaltenburg“ (so der Klappentext) beleuchtet wird. In einer Rezension in der FAZ wurde auf die Parallelen zwischen Kaltenburg und Lorenz hingewiesen:

„Sie teilen außer den Initialen auch Geburts- und Todesjahr, beide begannen ihre Karriere im Nationalsozialismus, bekleideten eine Professur in Königsberg, waren an ‚rassekundlichen Untersuchungen‘ beteiligt und gerieten in russische Kriegsgefangenschaft. Wie Lorenz, dem wegen seiner NS-Vergangenheit die Professur in Österreich verwehrt blieb, geht Kaltenburg nach Deutschland. Aber während Lorenz 1950 im Westfälischen eine eigene Forschungsstelle erhielt, wählte Kaltenburg die DDR. Dort begegnet er auch zwei SS-Offizieren wieder, die er aus seiner Posener Zeit kennt: Es sind Knut Sieverding und Martin Spengler, zwei begabte Studenten von Hermann Funks Vater. Martin, der als Bomberpilot abstürzt und in der eurasischen Steppe von einem Nomadenvolk gerettet wird, erregt später mit seinen Installationen als Künstler im Westen ungeheures Aufsehen, der andere, Knut, wird ein angesehener Tierfilmer. In beiden Figuren sind unschwer Joseph Beuys und Heinz Sielmann zu erkennen, der Beuys 1941 zum Bordfunker ausbildete. […] Wie tief die Verstrickung von Lorenz in die medizinischen Verbrechen der Nazis damals wirklich war, konnte nie ganz aufgeklärt werden, und auch Beyer lässt offen, ob Kaltenburg an Experimenten mit Menschen beteiligt war.“

Die Münchner Journalistin Ilona Jerger geht in ihrem Roman Lorenz auf Spurensuche nach der Person Konrad Lorenz im Spannungsfeld des 20. Jahrhunderts. Die Rahmenhandlung einer erzählenden Biologin, die Lorenz' Forschung mit fachlicher Expertise begleitet, blättert zugleich auch die Ideengeschichte und das politische Geschehen zur Zeit von Lorenz' Wirken auf.  Die Autorin weist in einem Interview auf die fehlende Auseinandersetzung der Gesellschaft zwischen der Person Lorenz und seiner Vergangenheit hin. Als Beispiel erläutert sie die Nichtnennung des Nobelpreisträgers am Max-Planck-Institut für Ornithologie in Seewiesen. Sie sagt, dass Totschweigen keine Methode der kritischen Auseinandersetzung darstelle. Dieses Totschweigen könne den Eifer der Neuen Rechten nicht verhindern, sich mit Konrad Lorenz und seinem Werk zu identifizieren.

## Belege
1. ↑  Im Original: „for their discoveries concerning organization and elicitation of individual and social behaviour patterns“; nobelprize.org Pressemitteilung des Karolinska Instituts aus dem Jahr 1973.
2. ↑  K. Lorenz: Kants Lehre vom Apriorischen im Lichte gegenwärtiger Biologie. In: Blätter für Deutsche Philosophie. Band 15, 1941, S. 94–125. Siehe dazu auch stadtbibliothek wolfsburg (Memento vom 28. Februar 2008 im Internet Archive)
3. ↑    - 23. Januar 1862 (Pfarre St. Rochus und Sebastian, Taufbuch Tom. 45, fol. 19)
4. ↑  Adolf Lorenz: Ich durfte helfen. Mein Leben und Wirken. (Von Lorenz besorgte Übers. und Bearbeitung von My Life and Work. Charles Scribner’s Sons, New York) L. Staackmann Verlag, Leipzig 1936; 2. Auflage ebenda 1937, S. 318 und öfter.
5. ↑  Hauptstraße 41, 3422 St. Andrä-Wördern.
6. ↑  Adolf Lorenz: Ich durfte helfen. Mein Leben und Wirken. (Von Lorenz besorgte Übers. und Bearbeitung von My Life and Work. Charles Scribner’s Sons, New York) L. Staackmann Verlag, Leipzig 1936; 2. Auflage ebenda 1937, S. 318.
7. ↑  Ute Deichmann: Biologen unter Hitler. Vertreibung, Karrieren, Forschung. Frankfurt am Main, 1992, S. 250
8. ↑  Ralf Bröer: Lorenz, Konrad. In: Werner E. Gerabek, Bernhard D. Haage, Gundolf Keil, Wolfgang Wegner (Hrsg.): Enzyklopädie Medizingeschichte. De Gruyter, Berlin / New York 2005, ISBN 3-11-015714-4, S. 864.
9. ↑  Fritz Knoll, Professor für Botanik in Wien, in einem Brief vom 17. Oktober 1937; zitiert aus Deichmann, 1992, S. 251. Die Ablehnung von Lorenz’ ethologischer Forschung war eine Folge der Ablehnung der Darwin’schen Evolutionstheorie in akademischen Kreisen „aufgrund der Macht der katholischen Kirche“ (Deichmann, ebd.)
10. ↑  Katalogzettel Universitätsbibliothek Wien (Memento vom 21. Januar 2022 im Internet Archive).
11. ↑  Nachweis des abgelehnten Antrags „Untersuchungen über die Instinkthandlungen bei Entenvögeln“ im Informationssystem GEPRIS Historisch. Deutsche Forschungsgemeinschaft, abgerufen am 2. Juni 2022.
12. ↑  So Fritz von Wettstein in einer Stellungnahme vom 14. Dezember 1937; zitiert aus Deichmann, 1992, S. 251. „Tatsache ist, dass die Schwester seiner Frau mit einem jüdischen Industriellen verheiratet war.“
13. ↑  Zitiert aus Deichmann, 1992, S. 252
14. ↑  Zitiert aus Deichmann, 1992, S. 252.
15. ↑  Bundesarchiv R 9361-IX KARTEI/26440878
16. ↑  Leopoldina: Curriculum Vitae Prof. Dr. Konrad Zacharias Lorenz. Auf: leopoldina.org, zuletzt abgerufen am 2. Juni 2022.
17. ↑  Zitiert nach Klaus Taschwer, Benedikt Föger: Konrad Lorenz. Biographie. Wien, 2003, S. 84–85. Zum Entstehen dieser Biografie und zum Auffinden der zitierten Beitrittserklärung siehe auch „Der Führer der Graugänse.“ (Memento vom 2. Februar 2014 im Internet Archive)
18. 1 2  Ralf Bröer: Lorenz, Konrad. 2005, S. 864.
19. ↑  Ulf Geuter: Die Professionalisierung der deutschen Psychologie im Nationalsozialismus. Frankfurt am Main, 1984, S. 131
20. ↑  Ehrenvolle Berufung. In: Neuigkeits-Welt-Blatt / Neuigkeits-Welt-Blatt (Provinz-Ausgabe/Land-Ausgabe), 22. September 1940, S. 5 (online bei ANNO).
21. ↑  Hans Thomae: Psychologie in der modernen Gesellschaft. Hamburg, 1977, S. 154
22. ↑  Konrad Lorenz (1941): Kant's Lehre vom Apriorischen im Lichte gegenwärtiger Biologie.
23. ↑  Rudolf Hippius u. a.: Volkstum, Gesinnung und Charakter. Berichte über psychologische Untersuchungen an Posener deutsch-polnischen Mischlingen und Polen, Sommer 1942. Stuttgart/Prag, Verlag W. Kohlhammer, 1943. Lorenz wird in der Einleitung des Buches als Mitarbeiter erwähnt und besaß ein Exemplar mit Hippius' handschriftlicher Widmung „Meinem Forschungskameraden“ (so Taschwer/Föger, 2003, S. 118).
24. ↑  so die durch diverse Originalquellen belegte Darstellung in Deichmann, 1992, S. 261–264
25. ↑  Für den 21. September 1939 war in Leipzig beispielsweise ein Vortrag von Lorenz angekündigt über „Aufstieg und Verfall bei Mensch und Tier“, der wegen des Kriegsausbruchs aber ausfiel; Deichmann, 1992, S. 254
26. ↑  Zitiert aus Taschwer/Föger, 2003, S. 99. Die Zitate stammen aus einem Brief Lorenz’ an Eduard Baumgarten und beziehen sich auf „Max Hartmann, Alfred Kühn, Otto Koehler, Erich von Holst, Fritz Süffert und Gustav Kramer“
27. ↑  Zitiert nach Änne Bäumer: NS-Biologie. Stuttgart 1990, S. 201.
28. ↑  Zitiert nach Taschwer/Föger 2003, S. 91.
29. ↑  Eine ausführliche Übersicht zu Lorenz’ in wissenschaftlichen Fachzeitschriften publizierten Forderungen nach einer „Aufartung und Verbesserung von Volk und Rasse“ sowie seines Plädoyers für eine „bewußte, wissenschaftlich unterbaute Rassenpolitik“ hat Ute Deichmann in ihrem Standardwerk Biologen unter Hitler auf den Seiten 254–260 zusammengestellt.
30. ↑  Theodora J. Kalikow: Die ethologische Theorie von Konrad Lorenz: Erklärung und Ideologie, 1938 bis 1943. In: Herbert Mehrtens, Steffen Richter: Naturwissenschaft, Technik und NS-Ideologie. Beiträge zur Wissenschaftsgeschichte des Dritten Reiches. Frankfurt a. M., 1980, S. 189
31. ↑  The Guardian: Levi's memoir beats Darwin to win science book title.
32. ↑  So die Aussage von Erich von Holst in einem Brief vom 13. Februar 1950; zitiert in: Deichmann, 1992, S. 265.
33. ↑  Kinderpsychologie: Er war die bekannteste Mutter seiner Epoche. (Memento vom 9. Januar 2018 im Internet Archive). Von Jürgen Kaube. Im Original publiziert in: Frankfurter Allgemeine Zeitung. Nr. 209 vom 9. September 2009, S. N4.
34. ↑  Marga Vicedo: The Nature and Nurture of Love. From Imprinting to Attachement in Cold War America. University of Chicago Press, Chicago 2013, S. 57, ISBN 978-0-226-02055-6.
35. ↑  The Family, to Lorenz, Is All. Interview mit Konrad Lorenz in: The New York Times. 22. Januar 1970, S. 39.
36. ↑  Marga Vicedo: The Father of Ethology and the Foster Mother of Ducks: Konrad Lorenz as Expert on Motherhood. In: Isis. Band 100, Nr. 2, 2009, S. 263–291 [hier S. 291], doi:10.1086/599553.
37. ↑  Konrad Lorenz: Der Abbau des Menschlichen, 1983, S. 243.
38. ↑  Konrad Lorenz (1959): Gestaltwahrnehmung als Quelle wissenschaftlicher Erkenntnis.
39. ↑  Jost Herbig, Rainer Hohlfeld (Hrsg.): Die zweite Schöpfung, München Wien 1990, S. 169
40. ↑  Hoimar von Ditfurth, Innenansichten eines Artgenossen, Düsseldorf 1989, S. 249
41. ↑  Konrad Lorenz: Die angeborenen Formen möglicher Erfahrung.
42. ↑  Zitiert aus Taschwer/Föger 2003, S. 234.
43. ↑  Konrad Lorenz in einem Gespräch anlässlich seines 85. Geburtstags, in: Natur, Nr. 11, München 1988.
44. ↑  Kalikow 1980, S. 210.
45. ↑  Taschwer/Föger, 2003, S. 166 f
46. ↑  Taschwer/Föger, 2003, S. 35
47. ↑  Taschwer/Föger, 2003, S. 46
48. ↑  Taschwer/Föger, 2003, S. 286 f.
49. ↑  Das Grab von Konrad Lorenz. Auf: knerger.de, zuletzt abgerufen am 2. Juni 2022.
50. ↑  Eintrag Konrad Lorenz im Mitgliederverzeichnis der Leopoldina.
51. ↑  Member History: Konrad Lorenz. American Philosophical Society, abgerufen am 22. November 2018.
52. ↑  Uni Salzburg entzieht Konrad Lorenz die Ehrendoktorwürde. Auf: faz.net vom 18. Dezember 2015.
53. ↑  Uni widerruft Ehrendoktorat für Konrad Lorenz. Auf: salzburg.orf.at vom 17. Dezember 2015.
 Beschluss vom 15.12.2015 des Senats der Paris Lodron Universität Salzburg im Einvernehmen mit dem Rektorat über die Aberkennung von Ehrungen. (Memento vom 13. Mai 2016 im Internet Archive). Im Original publiziert auf uni-salzburg.at.
54. ↑  Streit um Konrad Lorenz: Wie verhielt sich der Verhaltensforscher? (Memento vom 24. Februar 2016 im Internet Archive). Im Original publiziert auf faz.net vom 21. Dezember 2015.
55. ↑  Zwei Straßen werden wegen NS-Bezugs umbenannt, Süddeutsche Zeitung, 31. Mai 2023, abgerufen am 5. Juli 2023
56. ↑  I. Bretherton: The origins of attachment theory: John Bowlby and Mary Ainsworth. In: Developmental psychology, 1992, Bd. 28:5, S. 762 doi:10.1037/0012-1649.28.5.759
57. ↑  Oskar Heinroth: Beiträge zur Biologie, namentlich Ethologie und Psychologie der Anatiden. In: Berichte des V. Int. Ornithologen Kongresses Berlin 1910, S. 559 ff.
58. ↑  Konrad Lorenz: Das sogenannte Böse. Zur Naturgeschichte der Aggression. Dr. G. Borotha-Schoeler Verlag, Wien 1963, S. 265
59. ↑  50 Jahre Nobelpreis: „Widersprüche von Konrad Lorenz aushalten.“ Auf: science.orf.at vom 13. Oktober 2023.
60. ↑  Hanna-Maria Zippelius: Die vermessene Theorie. Eine kritische Auseinandersetzung mit der Instinkttheorie von Konrad Lorenz und verhaltenskundlicher Forschungspraxis. Braunschweig, 1992, S. 6
61. ↑  Ingo Brigandt: The Instinct Concept of the Early Konrad Lorenz. In: Journal of the History of Biology. Band 38, 2005, S. 571–608, 2005, doi:10.1007/s10739-005-6544-3, Volltext (PDF).
62. ↑  John Alcock: Das Verhalten der Tiere aus evolutionsbiologischer Sicht. G. Fischer, Stuttgart, Jena und New York 1996, S. 24, ISBN 978-3-437-20531-6.
63. ↑  Tania Munz: „My Goose Child Martina“: The Multiple Uses of Geese in the Writings of Konrad Lorenz. In: Historical Studies in the Natural Sciences. Band 41, Nr. 4, 2011, S. 405–446, ISSN 1939-1811, doi:10.1525/hsns.2011.41.4.405.
64. ↑  Taschwer/Föger 2003, S. 289.
65. ↑  Weiterentwicklungen dieses Aspektes mit tabellarischer Übersicht finden sich bei Irenäus Eibl-Eibesfeldt (1995/3. überarbeitete Auflage) Die Biologie menschlichen Verhaltens, Grundriß der Humanethologie, München, Piper, Seite 206 und Gerhard Medicus (2015/3. überarbeitete Auflage) Was uns Menschen verbindet – Humanethologische Angebote zur Verständigung zwischen Leib- und Seelenwissenschaften, Berlin, VWB-Verlag, Seiten 64–65.
66. ↑  Vgl. dazu die Besprechung von Inge Marszolek in: Historische Zeitschrift 276, 2003, S. 242–244.
67. ↑  Rezension von: Konrad Lorenz. Biographie. (Memento vom 4. Dezember 2004 im Internet Archive) Im Original publiziert auf science.orf.at.
68. ↑  Ich war immer Nationalsozialist. Rezension von: Konrad Lorenz. Biographie. Auf: freitag.de vom 23. März 2001.
69. ↑  Marcel Beyer: Kaltenburg. Roman, Suhrkamp Verlag, Frankfurt am Main 2008, ISBN 978-3-518-46103-7.
70. ↑  Hubert Spiegel: Kaltenburg. Die Nacht, in der es tote Krähen regnete. (Memento vom 2. November 2012 im Internet Archive). Im Original publiziert als Literaturbeilage zur Leipziger Buchmesse, F.A.Z. vom 12. März 2008.
71. ↑  Ilona Jerger: Lorenz. Piper, München 2023, ISBN 978-3-492-07253-3.
72. ↑  Interview von Antje Weber mit Ilona Jerger in der SZ vom 09./10.2023

1901: Behring |
1902: Ross |
1903: Finsen |
1904: Pawlow |
1905: Koch |
1906: Golgi, Cajal |
1907: Laveran |
1908: Metschnikow, Ehrlich |
1909: Kocher |
1910: Kossel |
1911: Gullstrand |
1912: Carrel |
1913: Richet |
1914: Bárány |
1915–1918: nicht verliehen |
1919: Bordet |
1920: Krogh |
1921: nicht verliehen |
1922: Hill, Meyerhof |
1923: Banting, Macleod |
1924: Einthoven |
1925: nicht verliehen |
1926: Fibiger |
1927: Wagner-Jauregg |
1928: Nicolle |
1929: Eijkman, Hopkins |
1930: Landsteiner |
1931: Warburg |
1932: Sherrington, Adrian |
1933: Morgan |
1934: Whipple, Minot, Murphy |
1935: Spemann |
1936: Dale, Loewi |
1937: Szent-Györgyi |
1938: Heymans |
1939: Domagk |
1940–1942: nicht verliehen |
1943: Dam, Doisy |
1944: Erlanger, Gasser |
1945: Fleming, Chain, Florey |
1946: Muller |
1947: C. Cori, G. Cori, Houssay |
1948: Müller |
1949: Hess, Moniz |
1950: Kendall, Reichstein, Hench |
1951: Theiler |
1952: Waksman |
1953: H. A. Krebs, Lipmann |
1954: Enders, Weller, Robbins |
1955: Theorell |
1956: Cournand, Forßmann, Richards |
1957: Bovet |
1958: Beadle, Tatum, Lederberg |
1959: Ochoa, Kornberg |
1960: Burnet, Medawar |
1961: Békésy |
1962: Crick, Watson, Wilkins |
1963: Eccles, Hodgkin, Huxley |
1964: Bloch, Lynen |
1965: Jacob, Lwoff, Monod |
1966: Rous, Huggins |
1967: Granit, Hartline, Wald |
1968: Holley, Khorana, Nirenberg |
1969: Delbrück, Hershey, Luria |
1970: Katz, Euler, Axelrod |
1971: Sutherland |
1972: Edelman, Porter |
1973: Frisch, Lorenz, Tinbergen |
1974: Claude, de Duve, Palade |
1975: Baltimore, Dulbecco, Temin |
1976: Blumberg, Gajdusek |
1977: Guillemin, Schally, Yalow |
1978: Arber, Nathans, Smith |
1979: Cormack, Hounsfield |
1980: Benacerraf, Dausset, Snell |
1981: Sperry, Hubel, Wiesel |
1982: Bergström, Samuelsson, Vane |
1983: McClintock |
1984: Jerne, Köhler, Milstein |
1985: Brown, Goldstein |
1986: Cohen, Levi-Montalcini |
1987: Tonegawa |
1988: Black, Elion, Hitchings |
1989: Bishop, Varmus |
1990: Murray, Thomas |
1991: Neher, Sakmann |
1992: Fischer, E. G. Krebs |
1993: Roberts, Sharp |
1994: Gilman, Rodbell |
1995: Lewis, Nüsslein-Volhard, Wieschaus |
1996: Doherty, Zinkernagel |
1997: Prusiner |
1998: Furchgott, Ignarro, Murad |
1999: Blobel |
2000: Carlsson, Greengard, Kandel |
2001: Hartwell, Hunt, Nurse |
2002: Brenner, Horvitz, Sulston |
2003: Lauterbur, Mansfield |
2004: Axel, Buck |
2005: Marshall, Warren |
2006: Fire, Mello |
2007: Capecchi, Evans, Smithies |
2008: zur Hausen, Barré-Sinoussi, Montagnier |
2009: Blackburn, Greider, Szostak |
2010: Edwards |
2011: Beutler, Hoffmann, Steinman |
2012: Gurdon, Yamanaka |
2013: Rothman, Schekman, Südhof |
2014: O’Keefe, M. Moser, E. Moser |
2015: Campbell, Ōmura, Youyou |
2016: Ōsumi |
2017: Hall, Rosbash, Young |
2018: Allison, Honjo |
2019: Kaelin, Ratcliffe, Semenza |
2020: Alter, Houghton, Rice |
2021: Julius, Patapoutian |
2022: Pääbo |
2023: Karikó, Weissman |
2024: Ambros, Ruvkun
| Personendaten    | Personendaten                                                                  |
| ---------------- | ------------------------------------------------------------------------------ |
| NAME             | Lorenz, Konrad                                                                 |
| ALTERNATIVNAMEN  | Lorenz, Konrad Zacharias (vollständiger Name)                                  |
| KURZBESCHREIBUNG | österreichischer Biologe (Verhaltensforscher) und Nobelpreisträger für Medizin |
| GEBURTSDATUM     | 7. November 1903                                                               |
| GEBURTSORT       | Wien                                                                           |
| STERBEDATUM      | 27. Februar 1989                                                               |
| STERBEORT        | Wien                                                                           |